# Thiolières

Thiolières este o comună în departamentul Puy-de-Dôme, Franța. În 1 ianuarie 2022 avea o populație de 162 de locuitori.